# Ernst Lafite
Ernst Lafite (* 11. August 1826 in Wien; † 29. Oktober 1885 ebenda) war ein österreichischer Maler.

## Leben

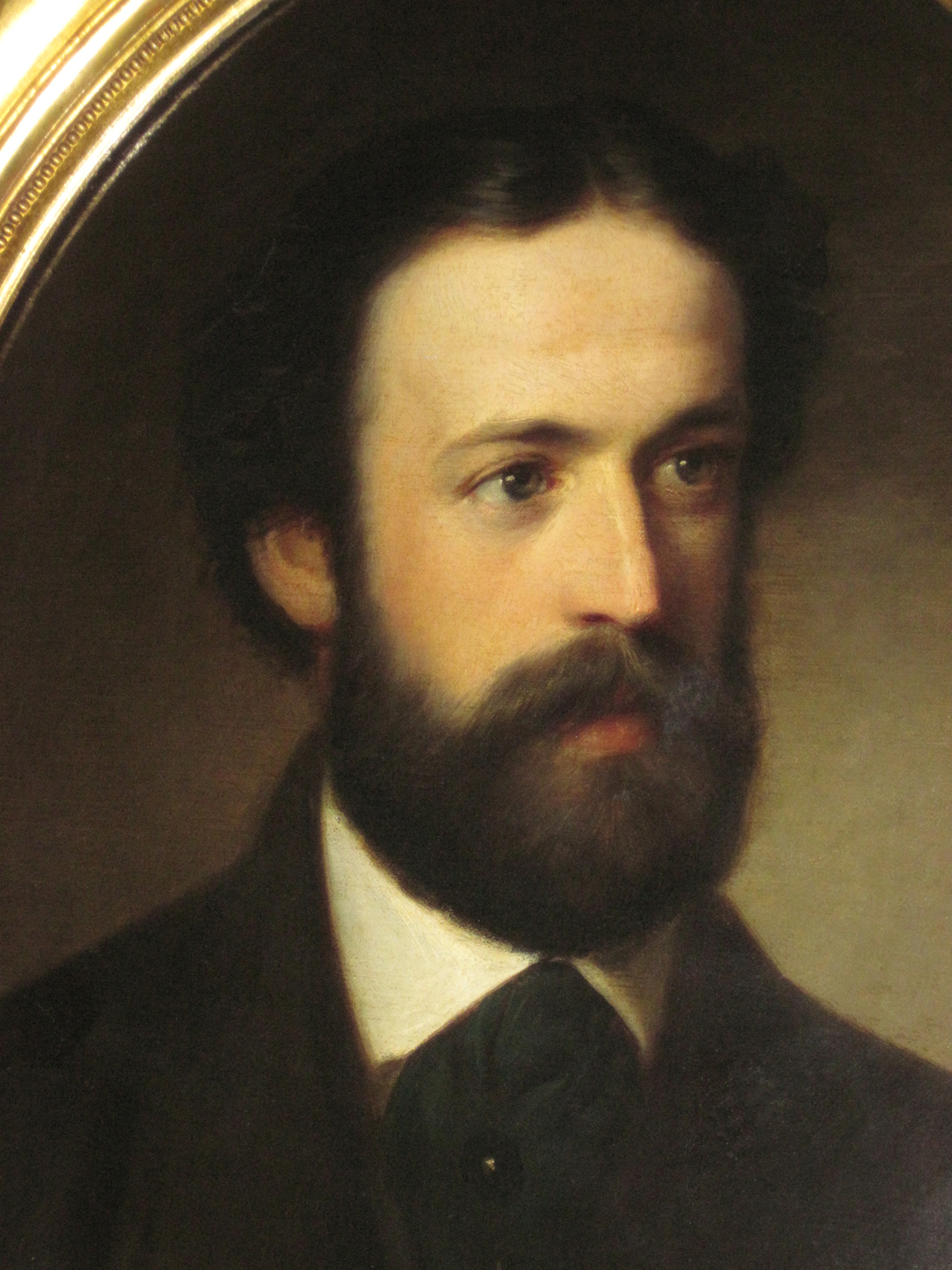
Ernst Lafite: Bildnis seines Vaters Charles

Lafite, auch in der Schreibung Laffite, war der Sohn des nach der Französischen Revolution aus Bordeaux nach Wien geflohenen Charles Lafite (* 1801; † 19. Juni 1877), Turnier-Schachspielmeister und Französischlehrer am Wiener Theresianum und älterer Bruder von Carl Lafite (1830–1900). Er studierte an der Akademie der bildenden Künste in Wien bei Franz Schrotzberg (1811–1889) und stellte ab 1845 aus: Akademieausstellung zu St. Anna, im Österreichischen Kunstverein ab 1851, Historische Kunstausstellung 1877. 1861 war er Gründungsmitglied der Genossenschaft bildender Künstler Wiens und wurde zur Eröffnung des k.k. Künstlerhauses 1868 auf der Marmortafel im Präsidentenzimmer geehrt. Er war Portraitist und malte auch Studien bäuerlichen Lebens.
Dem Wiener Kunstkritiker Ludwig Hevesi gilt er als Nachfolger des Franz Schrotzberg.

## Werke
Bildnisse, speziell von Frauen und Mädchen; Genre-Bilder: Kesselflicker, Feldjäger; Porträts zum Beispiel von Bürgermeister Seiller, Graf Laval-Nugent, Graveur Steinschneider, Th. und Joseph Radnitzky, Karl Fürst Auersperg, Miklós Ybl, Doppelporträt seiner Eltern, Selbstbildnis.

## Sammlungen
Wien Museum, Österreichische Galerie Belvedere, Historische Bildergalerie Budapest, Parlament in Wien.